# Lainate
Lainate (Lainàa in dialetto milanese) è un comune italiano di 26 353 abitanti della città metropolitana di Milano in Lombardia.
Importanti architetture sono la Villa Visconti Borromeo Arese Litta ed il suo ninfeo seicentesco.

## Geografia fisica

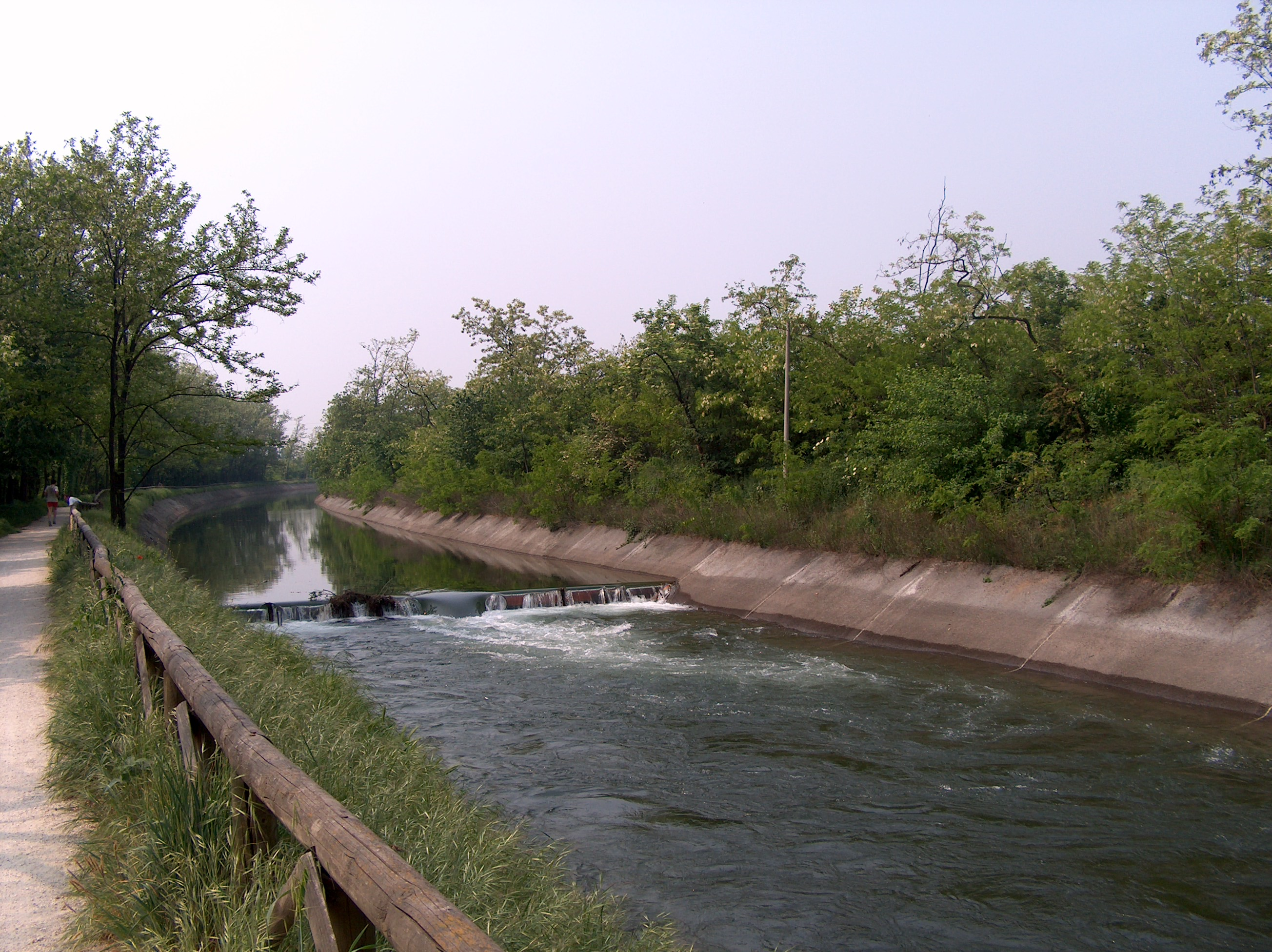
Scorcio lainatese del canale Villoresi

Lainate sorge tra il Parco delle Groane e l'antico "Bosco dei Guasti" (ormai quasi scomparso).
Un tempo il suo territorio era delimitato dai torrenti Lura e Bozzente. Oggi è attraversata dal Canale Villoresi.
Si trova a 176 m s.l.m. a 18 km in direzione nord ovest rispetto a Milano.
Da sempre le frazioni Grancia e Pagliera fanno parte del Comune, Barbaiana dipende amministrativamente da Lainate solo dal 1870. Passirana ha fatto parte del comune di Lainate fino al 1928, anno nel quale per regio decreto passò al comune di Rho.
La presenza di corsi d'acqua e fontanili ha sempre caratterizzato il territorio di Lainate, soprattutto dal XVIII sec. ad oggi. Oggi i torrenti Lura e Bozzente, più il Canale Villoresi, portano avanti questa tradizione che rispecchia l'origine del nome.

## Origini del nome
Un tempo si credeva che Lainate fosse un termine derivante dal vocabolo osco-celtico "Lienà", che significa "luogo di acque". In realtà, studi successivi hanno abbandonato questa tesi, affermando che il nome deriva invece da una voce latina riscontrata per la prima volta nel sec. XIII, locus Ladenate. Tale voce deriva probabilmente dall'aggettivo tardo-latino ladin, che significa "terreno arenoso ma fertile, di facile lavorazione". Di fatto, già in una pergamena dell'anno 867 si fa riferimento a una via Latenasca.
La desinenza "ate" secondo degli studi di toponomastica, è da attribuire al suffisso che presero i comuni dell'Italia settentrionale. Il dialetto locale, tuttavia, tende a eliminare la -e finale e, in molti casi, l'intero suffisso -te: da qui deriva la dizione popolare Lainà. Per quanto riguarda, infine, il passaggio da Latenasca a Lainate, ci si rifà a elementi di glottologia e filologia romanza: la consonante sorda -t- in posizione intervocalica si sonorizza in -d-, dando luogo all'aggettivo Ladenasco, da cui, applicando il suffisso -ate di cui sopra, deriva il nome proprio Ladenate; successivamente, con la caduta della -d- intervocalica e la palatalizzazione di -e- in -i-, si arriva all'attuale Lainate.

## Storia

### Le Origini
Non è disponibile alcuna informazione su cosa accadde nel territorio durante l'epoca romana e durante le invasioni barbariche.
Le prime notizie risalgono a documenti del IX secolo. Il primo in particolare è una pergamena relativa a una divisione di beni, sul quale è citata la via “Latenasca”. Dal manoscritto si evince che il monastero di S. Ambrogio di Milano avesse già dei possedimenti sull'attuale territorio comunale. Un documento successivo è relativo a una vendita effettuata nel 1012.
In quegli anni Lainate era probabilmente un piccolo villaggio di campagna, sorto intorno a una cappella.

### I Borromeo
Dalla documentazione disponibile, si riscontra come a poco a poco i Borromeo si insediarono nel territorio per poi diventare feudatari. Infatti il 20 marzo 1470 i conti Giovanni e Vitaliano II Borromeo giurarono fedeltà al Duca Galeazzo Maria Sforza e alla Duchessa Bona, ottenendo privilegi feudali sui luoghi di Lainate, ovvero la possibilità di esercitare poteri pubblici (riscossione di tasse su beni e merci o in occasione di matrimoni e funerali). Avevano inoltre il monopolio per la costruzione di mulini e frantoi, che concedevano in uso a pagamento ai cittadini, ai quali ne era vietata la costruzione.
In quel periodo a Lainate la gente viveva essenzialmente del frutto dei campi, la società era ad economia agricola, con un commercio limitato al solo baratto, che si verificava in occasione di fiere o mercati.

### Il Cinquecento
Dai documenti del periodo si riscontra che oltre ai Borromeo un'altra famiglia nobile vendeva e comprava terreni in quel periodo: i Girami. Sembra che questa famiglia fosse in possesso di diverse vigne sul territorio.
Intanto il paese comincia a prendere forma, grazie alla bonifica dei terreni e al taglio dei boschi. Nonostante questo mancavano adeguate scorte alimentari le quali in concomitanza con le scarse condizioni igieniche, favorivano il diffondersi di malattie.
In seguito al Concilio di Trento, che impose di tenere aggiornati i registri con battesimi, matrimoni e morti dei fedeli, a partire dalla fine del Cinquecento, le informazioni disponibili diventano più numerose e complete.
Dai registri si nota una grande diffusione della professione del falegname, probabilmente dovuta alla notevole presenza di boschi da taglio nella zona.
Nel frattempo Lainate continuava ad ingrandirsi, la sua crescita andava di pari passo con le esigenze della famiglia Visconti Borromeo.

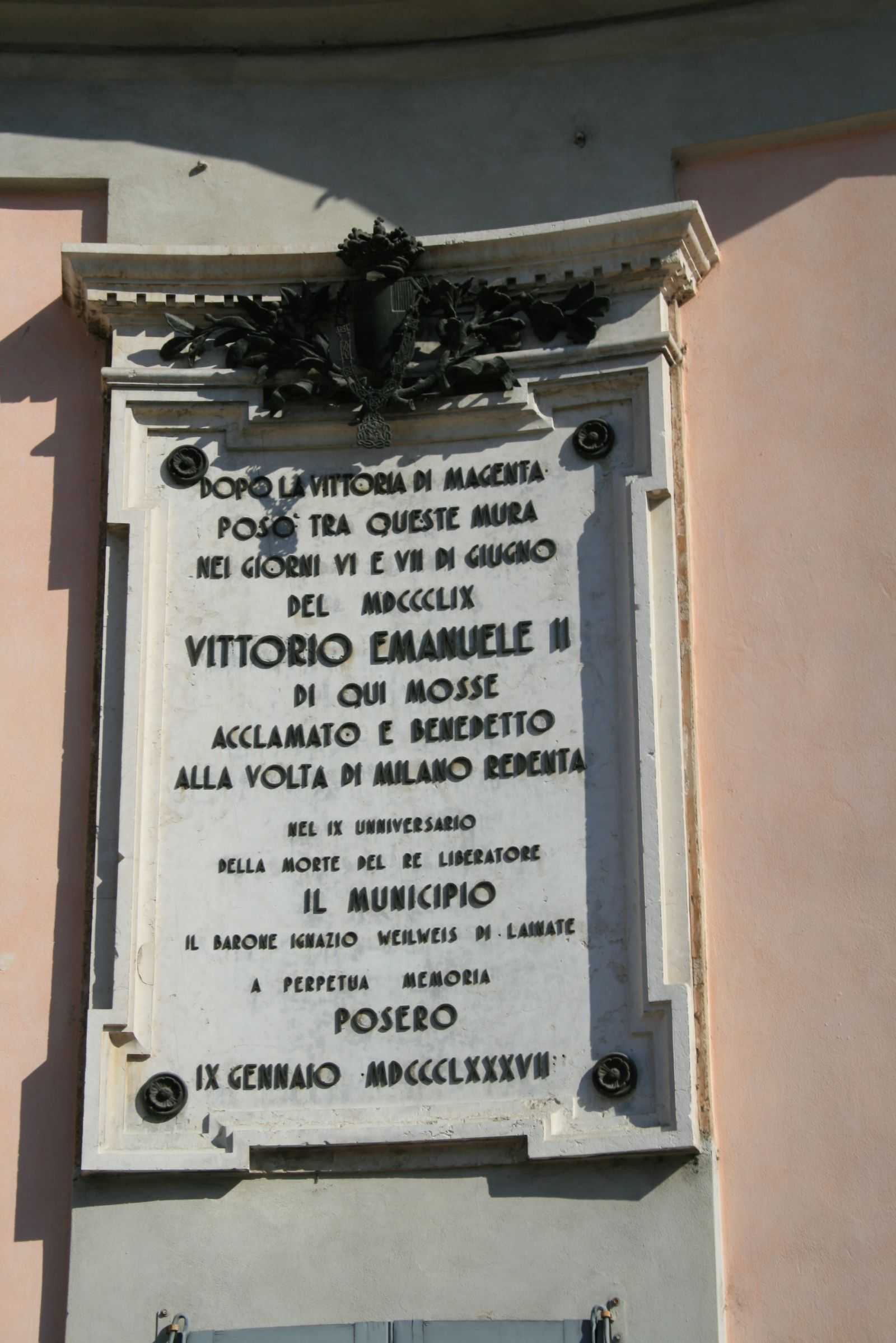
Targa Commemorativa Vittorio Emanuele II

### Dal Settecento all'unità d'Italia
Dopo la sconfitta degli Spagnoli nel 1706, gli Austriaci avviarono un rinnovamento totale che portò la Lombardia ad essere una perla dell'Impero Austriaco. Tuttavia il tenore di vita dei contadini Lainatesi non migliorò di molto. In quel periodo Lainate contava 1 326 abitanti, contro i 1300 del 1596. In più di un secolo la popolazione era praticamente rimasta invariata. Lainate partecipò ai moti del Risorgimento italiano ed alle eroiche "Cinque Giornate di Milano" e qui si fermò Vittorio Emanuele II prima di entrare a Milano accanto a Napoleone III, dopo la vittoriosa "Battaglia di Magenta" del 1859. Verso la fine del secolo si verificò uno straordinario evento: alla morte del Duca Antonio Litta, tutti i suoi beni (che comprendevano la maggior parte del territorio comunale di Lainate), furono messi all'asta. Gran parte dell'eredità venne acquistata dal nobile veronese Ignazio Weil Weiss che fu benefattore del paese e, attivissimo in politica, ne fu sindaco per molti anni portandolo verso un maggior progresso economico.
Nel mentre venne costruito a Passirana l'ospedale Casati dall'omonimo monaco; alla sua morte il plesso venne messo sotto la protezione dei signori di Lainate, ovvero i Litta.
Nel 1870 vennero aggregati a Lainate i comuni soppressi di Barbaiana e Passirana.

### Il Novecento e la seconda guerra mondiale
Molti Lainatesi furono coinvolti nelle due guerre mondiali a cui partecipò l'Italia, in modo particolare, nel secondo conflitto Lainate subì gravissime perdite. La notte del 31 agosto 1919, in pieno Biennio Rosso, una pattuglia di Reali Carabinieri aprì il fuoco contro un gruppo di persone che, di ritorno da una festa, cantavano canzoni socialiste. Restarono uccisi tre uomini, uno dei quali mutilato di guerra. Il fatto scatenò la furia della popolazione la quale, dopo aver volto in fuga i militari, assaltò caserma dei Carabinieri e la diede alle fiamme.
La demografia del paese fu ulteriormente diminuita dal passaggio nel 1928 di Passirana a Rho. Dal secondo dopoguerra Lainate iniziò un notevole processo di espansione e industrializzazione che portarono all'installazione nella città delle sue tre zone industriali (due a Lainate e una a Barbaiana) diventando così un comune molto attivo e produttivo.

### Il nuovo millennio
Con l'accoglimento di un corso universitario in Villa Litta, Lainate acquisì il titolo di città.
Successivamente venne promosso un ambizioso progetto urbanistico, denominato "Progetto Pirelli" che vide impegnata la città nella costruzione, a pochi passi dall'autostrada, proprio nell'ex area Pirelli, di un complesso di alberghi, di un centro commerciale, di una sala congressi e di una piscina, oltre ad un McDonald's, il tutto inaugurato il 23 dicembre 2010.
Tra le altre celebrità a Lainate si allenano i calciatori di Juventus C.C..

### Simboli
Stemma
Lo stemma del comune di Lainate è stato riconosciuto con decreto del capo del governo del 26 dicembre 1932 e rappresenta un leone rampante nell'atto di demolire una torre. Con tutta probabilità la prima rappresentazione del blasone deve ricondursi al XIV secolo in quanto a quell'epoca si fanno risalire le più comuni rappresentazioni del genere. Riguardo alla torre si sa per certo che, al loro arrivo sul territorio di Lainate, le truppe del Barbarossa trovarono un borgo circondato da un sistema di case-torri, un ingegnoso sistema per difendere l'abitato da aggressori e saccheggi, ma anche per vigilare sui campi e per comunicare di villaggio in villaggio.
Con l'acquisizione del titolo di "Città" nel 2004 il comune ha modificato il proprio stemma sostituendo la precedente corona di comune con l'appropriata corona d'oro del rango di città.
Gonfalone

Stemma del comune di Lainate

Il gonfalone municipale, concesso con regio decreto del 1º agosto 1941, è costituito da un drappo di bianco.

## Società

### Evoluzione demografica
Abitanti censiti

### Etnie e minoranze straniere
Secondo le statistiche ISTAT al 1º gennaio 2018 la popolazione straniera residente nel comune era di 1 412 persone, pari al 5% della popolazione.
Le nazionalità maggiormente rappresentate erano:
- Romania 338
- Ucraina 223
- Marocco 99
- Albania 93
- Bulgaria 75
- Cina 65
- Perù 65
- Egitto 47
- Moldavia 38
- Brasile 30

### Religione
La prima confessione religiosa è quella cattolica di rito ambrosiano; è organizzata su tre parrocchie: San Vittore Martire, San Francesco d'Assisi, San Bernardo. È presente una sede dei testimoni di Geova.

## Monumenti e luoghi d'interesse

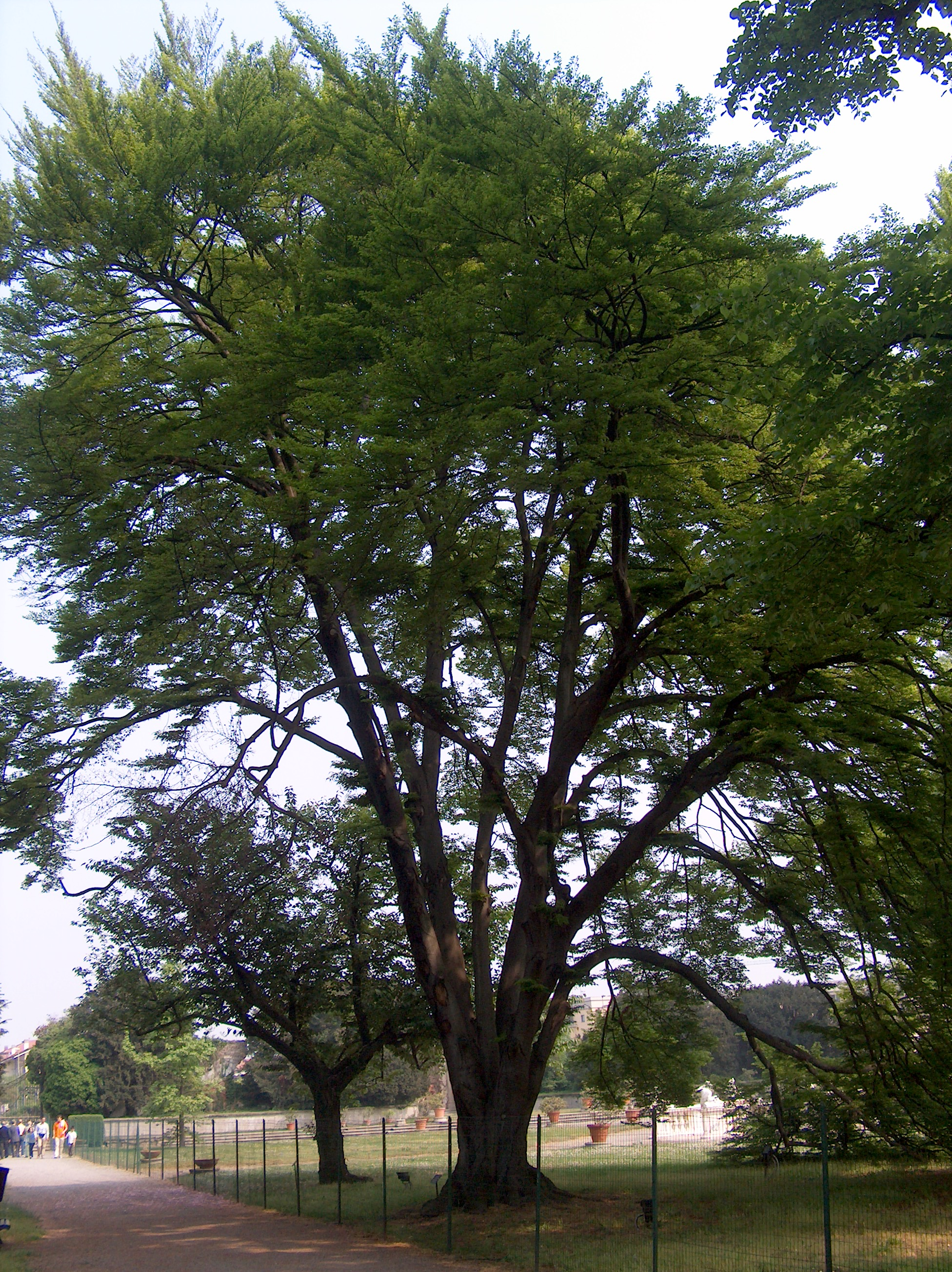
Faggio nel parco di villa Litta

I più importanti luoghi d'interesse situati nel territorio lainatese sono:
- Chiesa parrocchiale di San Vittore, costruita nella prima metà del XX secolo sulla base di una precedente cappella attestata già nel XIII secolo
- Villa Litta, con il relativo parco e il suo Ninfeo, rinomato per i suggestivi giochi d'acqua;
- il canale Villoresi e i suoi boschi, oltre alla roggia che attraversa il Parco Grancia e va a riversarsi nelle acque del canale;
- il santuario della Madonna delle Grazie, risalente all'inizio del XVII secolo fu ampliato e abbellito successivamente come ringraziamento per aver risparmiato la popolazione dall'epidemia di peste del 1630. Fu luogo di culto utilizzato anche dai Visconti Borromeo. Sono presenti numerosi dipinti di grande valore del Seicento e del Settecento. Sul pavimento della cappella di destra la tomba di Gian Luigi Visconti (1685). L'altare maggiore risale agli inizi del Seicento ed è ornato da un paliotto in stucco policromo settecentesco. La prima cappella a sinistra è dotata di un altare settecentesco in marmi policromi, edificato per volontà del conte Giulio Visconti Borromeo Arese per disporvi la reliquia del corpo di San Clemente. Presenti anche molte opere più tarde.[12].
- la chiesetta di Sant'Andrea, ubicata nella frazione Grancia; frutto di un rifacimento del XVIII secolo voluto dalla marchesa Teresa Archinto Lucini, secondo il tipico modello di oratorio del milanese del tempo; costituita da un'aula quadrata su cui si apre il sacrario affiancato a destra della sacrestia e a sinistra da un atrio. Sopra l'altare, in cotto e legno, è collocata una pala rappresentante la Vergine con il bambino e i santi Francesco d'Assisi ed Andrea[13].
- il Museo della Stampa: inaugurata del dicembre 2012 la Mostra permanente "Da Gutenberg al digitale" è allestita nelle sale della Villa Litta, ha l'obiettivo di rappresentare la progressione della Tipografia utilizzando macchine e attrezzature provenienti dalle aziende di Lainate e dintorni.
- l'area di servizio Villoresi Ovest, progettata nel 1958 da Angelo Bianchetti e assurta a simbolo del boom economico italiano.

## Infrastrutture e trasporti
Il territorio comunale è attraversato dall'Autostrada dei Laghi, che serve Lainate con due svincoli (Lainate e Lainate-Arese); a Lainate, inoltre, ha inizio la branca dell'Autostrada dei Laghi diretta a Como.
Lainate è, inoltre, lambita a sud-ovest dalla Strada statale 33 del Sempione, che collega Milano al valico di Iselle.
Nel comune di Lainate non sono ubicate stazioni ferroviarie. La stazione più vicina è quella di Rho, che si trova lungo la linea Milano-Torino/Domodossola. Dalla stazione, gestita da RFI, transitano treni suburbani (linee S5, S6 e S11) e regionali, eserciti da Trenord.
Alcune linee di autobus, gestite da Movibus e AirPullman, collegano Lainate ai quartieri limitrofi e al centro di Milano.
Il Programma Regionale Mobilità e Trasporti del 2016 della Regione Lombardia ha previsto la riattivazione dell'ex raccordo ferroviario dell'area ex-Alfa Romeo di Arese. Con questo intervento (che, tuttavia, non ha ancora una scadenza temporale certa), l'area sarà servita direttamente dal servizio suburbano (con la linea S17).

## Cultura
Numerose sono le associazioni culturali presenti nel territorio lainatese. Tra queste il Gio.La.Cha. (associazione Giovani Lainatesi per il Chakra Tazza) che annualmente organizza il Chakra Tazza: una tre giorni musicale a ingresso gratuito nella prima metà del mese di maggio. La festa è totalmente volta alla beneficenza e finanzia progetti e strutture del territorio da oltre 10 anni.

### Musica
È attivo il Corpo Musicale Giuseppe Verdi. Alcune tracce di attività di una compagnia di filarmonici operante a Lainate risalgono al 1825. L'attuale Corpo è ufficialmente nato nel 1954 e nel 2013 conta 35 elementi.

## Croce Rossa Italiana
Sul territorio di Lainate non è presente alcun ospedale, (precedentemente era ubicato a Passirana, quando l'attuale frazione rodense era sotto il comune lainatese) tuttavia è presente il comitato locale della Croce Rossa Italiana di Lainate. Situato in Via Marche 62, a pochi passi dall'ingresso dell'autostrada, svolge Servizio di Emergenza e Urgenza - 118, servizio di Protezione Civile, dialisi, trasporti sanitari e attività per i giovani organizzate dal gruppo dei Giovani CRI.

## Riconoscimenti cittadini
A Lainate per delibera del consiglio comunale, sono istituiti due premi per il riconoscimento ai cittadini lainatesi benemeriti:

### Premio Galatea
È stato istituito dal Consiglio comunale nel 1992 quale riconoscimento a cittadini lainatesi benemeriti che si siano distinti e/o imposti all'attenzione pubblica in uno o più dei seguenti campi: arti, scienze, ricerca, cultura, lavoro, imprenditoria, filantropia, volontariato, sport o comunque meritevoli di particolare valutazione per atti, comportamenti o motivazioni non indicati in questi settori sopra.

### Premio Città di Lainate
Istituito con delibera del Consiglio comunale del 28 febbraio 2005.
I criteri per l'assegnazione del premio sono:
- aver dato lustro e onore alla città di Lainate
- essersi distinto per la propria attività e il proprio impegno con azioni concrete in ambito culturale, scientifico, economico, sportivo, religioso, e con iniziative di carattere filantropico.
- aver offerto attraverso le proprie mansioni lavorative, il proprio impegno sociale e politico, segni tangibili di altruismo, cooperazione e promozione umana;
- aver realizzato ricerche, testi, tesi di laurea sulla storia di Lainate, le sue tradizioni, monumenti, istituzioni e personaggi illustri del passato.

## Economia
Nonostante le dimensioni esigue della cittadina, Lainate, con le sue quattro zone industriali (tre nella città stessa e una nella frazione di Barbaiana) è una delle cittadine più produttive di tutta la zona ovest di Milano.
Nel territorio di Lainate si rileva la presenza del principale stabilimento del gruppo industriale dolciario Perfetti Van Melle, della sede italiana delle multinazionali LEGO, Yamaha Music, Acer, Carlsberg, di una sede della multinazionale dell'ingegneria Carlo Gavazzi (ex Feme) e della farmaceutica Sonofi Pharma, di alcune importanti aziende di logistica e trasporti come la Sifte Berti, Italmondo, TNT Traco, la sede della Edilkamin e della Garaventa Lift, nonché degli uffici direttivi e la produzione da asporto e diretta al pubblico della Lazzaroni.
Sul portale del sito cittadino Lainate.net è presente l'elenco più completo.
In passato vi furono anche gli stabilimenti di Pirelli, Ramazzotti ed Alfa Romeo (lo stabilimento con sede ad Arese era parzialmente sul territorio di Lainate).

## Amministrazione
Elenco degli amministratori che hanno retto Lainate.
| Periodo     | Periodo     | Primo cittadino    | Partito                                                                              | Carica                  | Note |
| ----------- | ----------- | ------------------ | ------------------------------------------------------------------------------------ | ----------------------- | ---- |
| 1876        | 1895        | Luigi Meraviglia   |                                                                                      | Sindaco                 |      |
| 1896        | 1900        | Ignazio Weil Weiss |                                                                                      | Sindaco                 |      |
| 1900        | 1907        | Cesare Galluzzi    |                                                                                      | Sindaco                 |      |
| 1908        | 1919        | Carlo Pravettoni   |                                                                                      | Sindaco                 |      |
| 1919        | 1920        | Emilio Girolo      |                                                                                      | Commissario prefettizio |      |
| 1920        | 1923        | Carlo Ambrosetti   |                                                                                      | Sindaco                 |      |
| aprile 1923 | luglio 1923 | Roberto Brighenti  |                                                                                      | Commissario Prefettizio |      |
| 1923        | 1926        | Erminio Riboni     |                                                                                      | Sindaco                 |      |
| 1927        | 1928        | Giuseppe Patetta   |                                                                                      | Podestà                 |      |
| 1928        | 1929        | Gaetano De Camelis |                                                                                      | Delegato Podestarile    |      |
| 1929        | 1930        | Vittorio Faruffini |                                                                                      | Delegato Podestarile    |      |
| 1930        | 1943        | Paride Prearo      |                                                                                      | Podestà                 |      |
| 1943        | 1944        | Andrea Zenucchi    |                                                                                      | Delegato Podestarile    |      |
| 1944        | 1945        | Filippo Abba       |                                                                                      | Delegato Podestarile    |      |
| 1945        | 1960        | Aurelio Marzorati  |                                                                                      | Sindaco                 |      |
| 1960        | 1975        | Angelo Favini      |                                                                                      | Sindaco                 |      |
| 1975        | 1980        | Giuseppe Bellasio  |                                                                                      | Sindaco                 |      |
| 1980        | 1993        | Adriano Anzani     |                                                                                      | Sindaco                 |      |
| 1993        | 2004        | Pietro Romanò      |                                                                                      | Sindaco                 |      |
| 2004        | 2009        | Mario Bussini      | centrosinistra                                                                       | Sindaco                 |      |
| 2009        | 2014        | Alberto Landonio   | lista civica Lainate nel cuore                                                       | Sindaco                 |      |
| 2014        | 2019        | Alberto Landonio   | liste civiche Lainate nel cuore, Landonio Sindaco, Unione Democratica , Lista Anzani | Sindaco                 |      |
| 2019        | 2024        | Andrea Tagliaferro |                                                                                      | Sindaco                 |      |
| 2024        | in carica   | Alberto Landonio   |                                                                                      | Sindaco                 |      |

### Gemellaggi
- Rosice, dal 2004
- Strenči, dal 2004

### Altre informazioni amministrative
Il comune fa parte dell'ANCI e aderisce al Patto dei Sindaci.

## Sport
- ASD Il Giardino Danzante Lainate, rappresenta Lainate nel Futsal, la prima squadra milita nel Campionato Lombardo di Serie C2 Figc
- Rugby Lainate,
- F.C. Lainatese A.S.D.
- Polisportiva O.L.R. - Oratorio Lainate Ragazzi
- O.SA.F - Gruppo Sportivo Oratorio San Francesco
- Polisportiva Barbaiana
- Amatori Velo Lainate
- Green Club Golf
- Hirohito Karate
- Sci club Universal
- ASD Progetto Volley Lainate
- ASD Lainatescacchi

## Galleria d'immagini

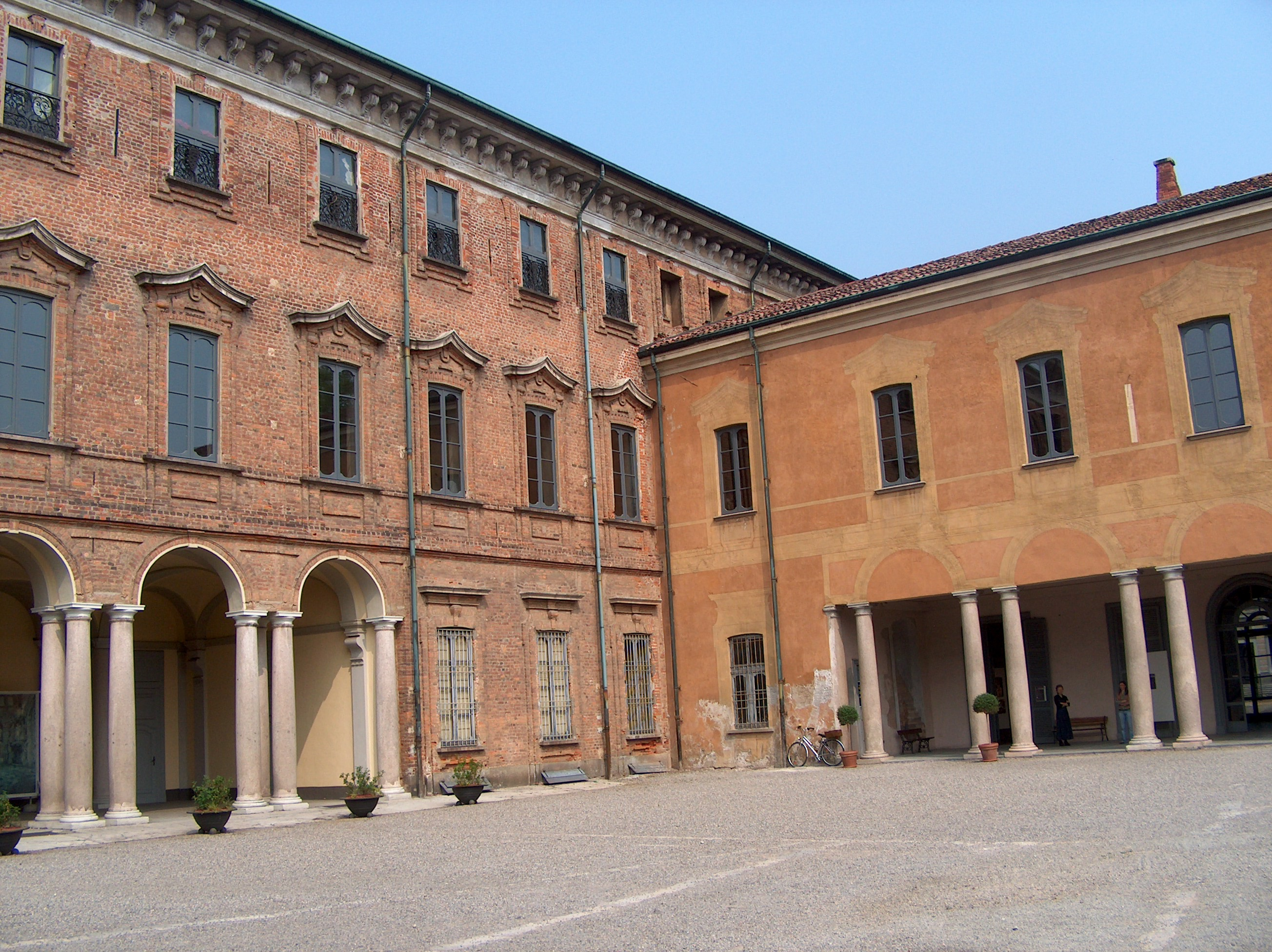
Villa Litta
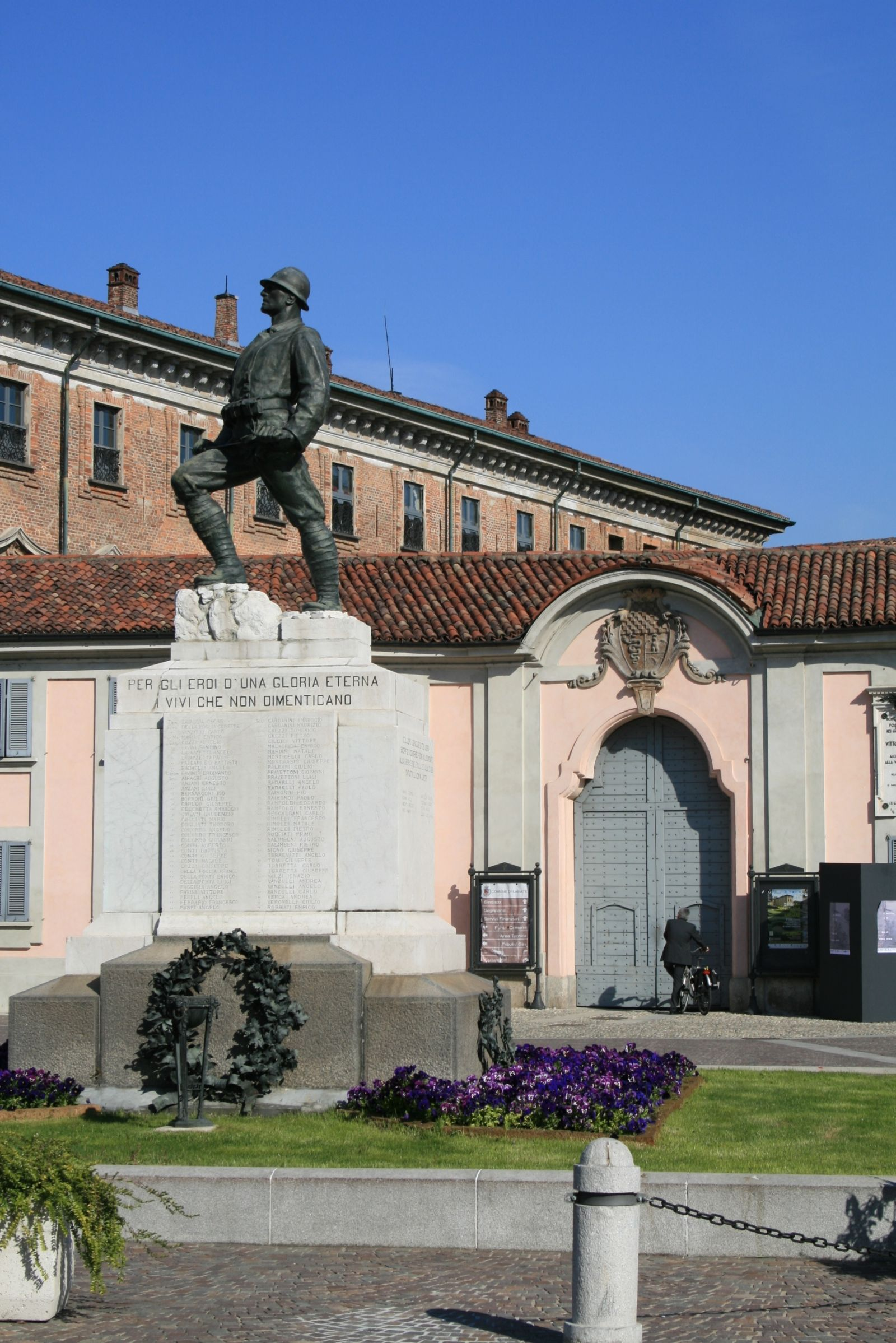
Monumento ai Caduti
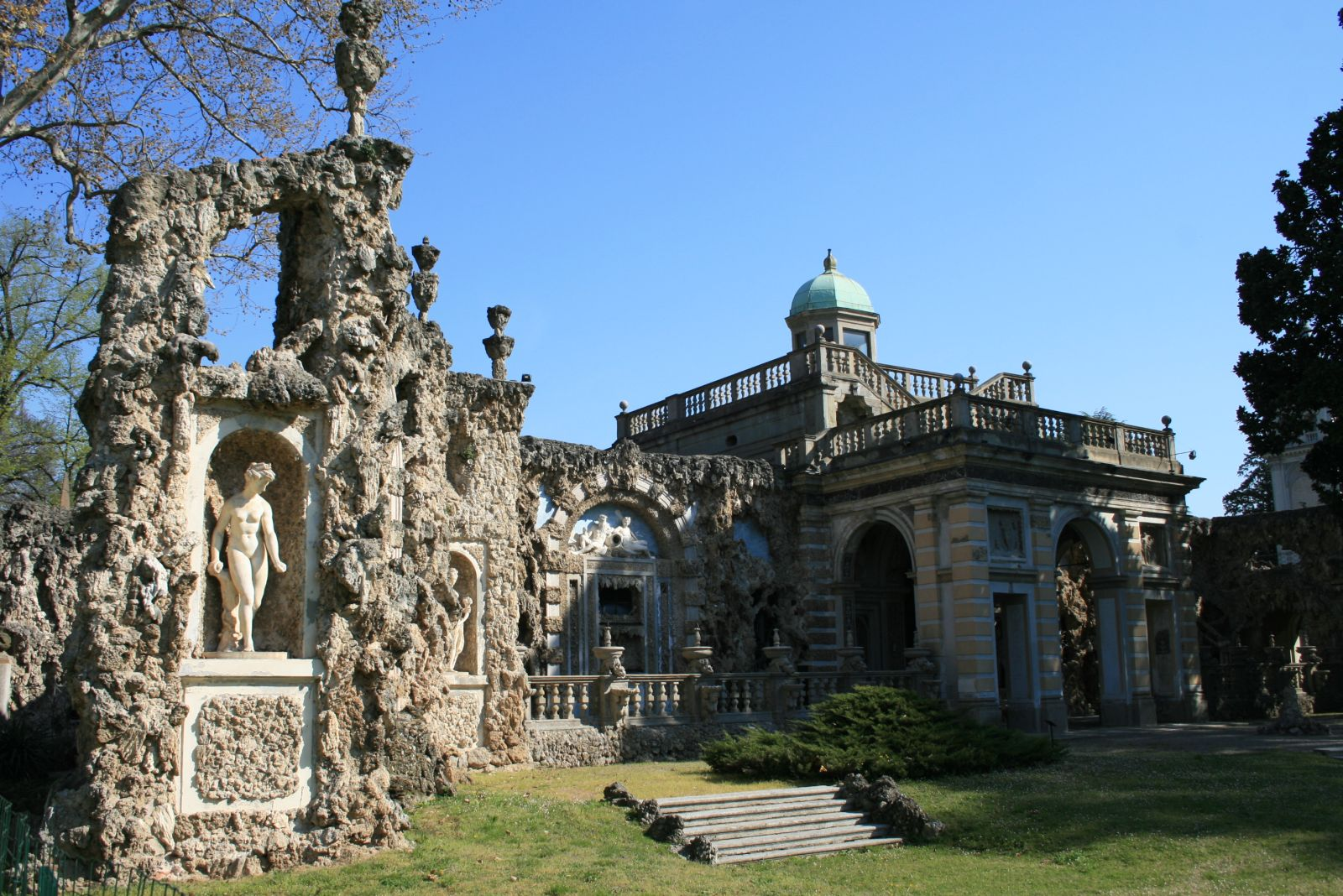
Villa Litta Ninfeo
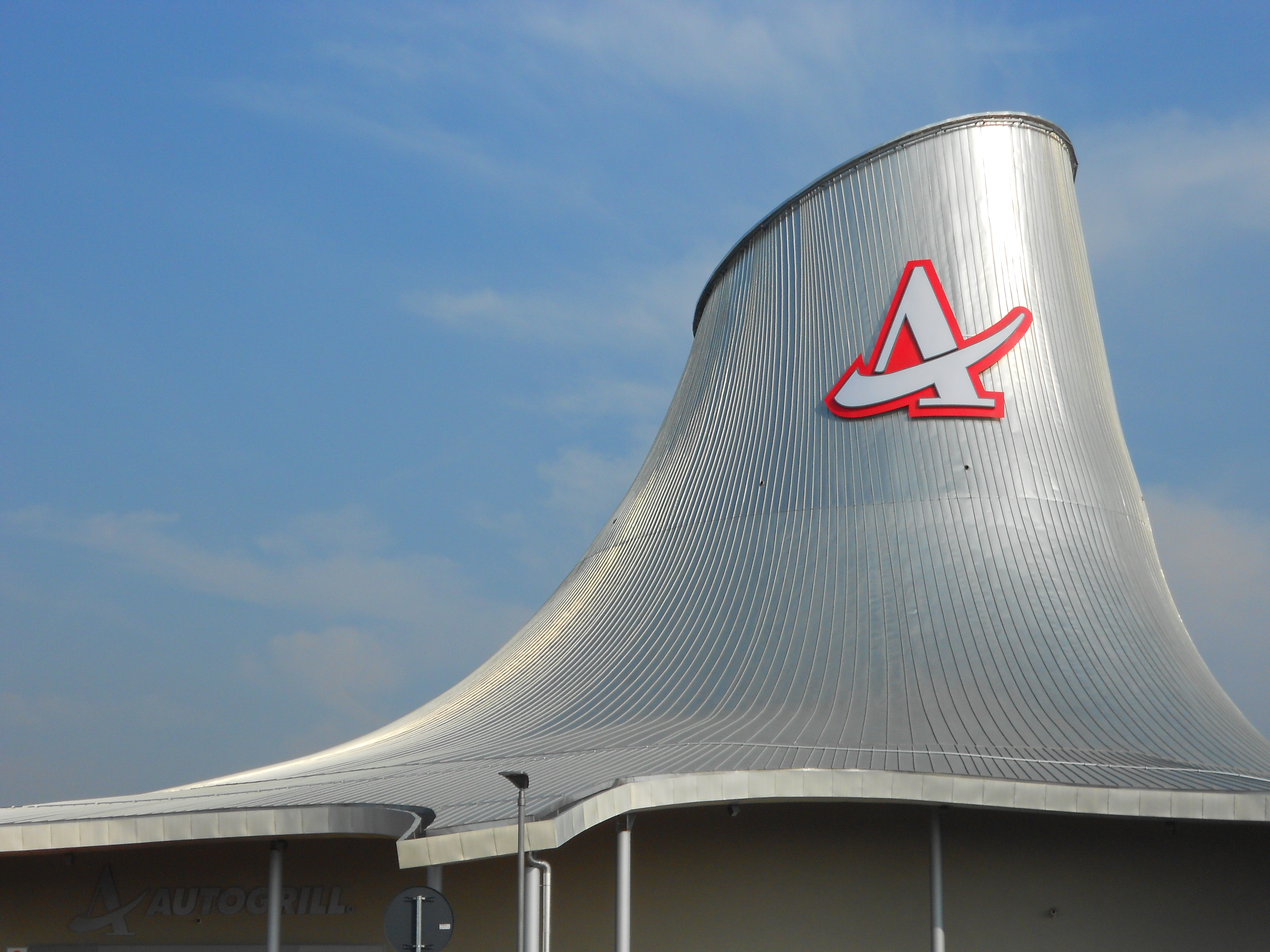
Ecogrill di Giulio Ceppi